# Eupachygaster flava
Eupachygaster flava är en tvåvingeart som beskrevs av James 1977. Eupachygaster flava ingår i släktet Eupachygaster och familjen vapenflugor. Inga underarter finns listade i Catalogue of Life.